# Yūsuke Suzuki

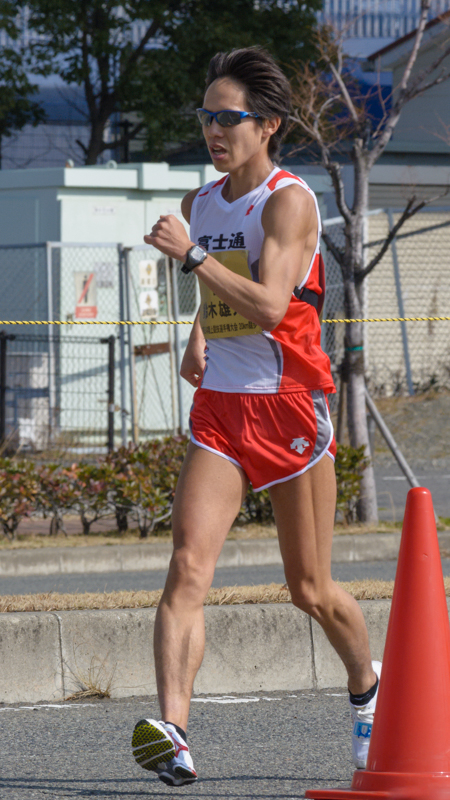
Yūsuke Suzuki, 2014

Yūsuke Suzuki (jap. 鈴木 雄介, Suzuki Yūsuke; * 2. Januar 1988 in Tatsunokuchi (heute: Nomi)) ist ein japanischer Geher.
Bei den Juniorenweltmeisterschaften 2006 gewann er im 10-km-Gehen Bronze. Im 20-km-Gehen belegte er bei den Weltmeisterschaften 2009 in Berlin Rang 42 und 2011 in Daegu den achten Platz. Bei den Olympischen Spielen 2012 in London kam er auf den 36. Platz. 2013 wurde er bei den Weltmeisterschaften in Moskau Zwölfter, und 2014 gewann er Silber bei den Asienspielen in Gwangju.
Am 15. März 2015 stellte er bei den Asiatischen Gehermeisterschaften in Nomi mit 1:16:36 h einen Weltrekord auf. Bei den Weltmeisterschaften in Peking erreichte er nicht das Ziel.
Seinen größten Erfolg durfte er 2019 feiern, als er über 50 Kilometer in Doha Weltmeister wurde.
Suzuki studierte an der Juntendo-Universität.